# San Martín de Porres
San Martín de Porres est l'une des deux paroisses civiles de la municipalité de Libertador dans l'État d'Aragua au Venezuela. Sa capitale est La Pica. Sa population s'élève à 130 270 habitants.

## Géographie

### Démographie
Hormis sa capitale La Pica, la paroisse civile possède deux autres localités, La Quinta et Las Vegas.

## Sources
- (es) Cet article est partiellement ou en totalité issu de l’article de Wikipédia en espagnol intitulé « Municipio Libertador (Aragua) » (voir la liste des auteurs).